# Adult Contemporary (hitlijst)
De Adult Contemporary is een Amerikaanse hitlijst die wekelijks wordt uitgebracht door het tijdschrift Billboard. De lijst is bedoeld voor nummers in het genre adult contemporary. De hitlijst geeft weer welke nummers in dat genre in de bewuste week het populairst zijn. Het gaat om muziek die vooral een volwassen publiek aanspreekt, zoals easy listening, rustige popmuziek en soms ook country. Veel nummers uit de Billboard Hot 100 en de Hot Country Songs duiken ook op in de Adult Contemporary-hitlijst; er is veel minder overlap met bijvoorbeeld de Hot R&B/Hip-Hop Songs.
De lijst verscheen voor het eerst in het tijdschrift Billboard van 17 juli 1961. De lijst telt dertig plaatsen en wordt samengesteld op basis van gegevens die een panel van radiostations die zich specialiseren in adult contemporary muziek, doorgeeft. Bij de samenstelling wordt ook rekening gehouden met de verkopen van de nummers.

## Geschiedenis
De hitlijst heeft in de loop der jaren vele malen een andere naam gekregen, achtereenvolgens: Easy Listening (1961-1962), Middle-Road Singles (1962-1964), Pop-Standard Singles (1964-1965), opnieuw Easy Listening (1965–1979), Hot Adult Contemporary Tracks (1979–1982) en vanaf 1983 Adult Contemporary.
De eerste nummer 1-hit in de Billboard Easy Listening chart was The Boll Weevil Song van Brook Benton. De plaat die het langst op de eerste plaats stond, was een nieuwe versie van Drift away van Dobie Gray door Uncle Kracker uit 2003. Het nummer stond 28 weken op 1. De artiest die met meerdere hits het langst op 1 heeft gestaan is Celine Dion met 87 weken. De artiesten met de meeste nummer 1-hits (allebei 15) zijn Elton John en The Carpenters.
Naast de Adult Contemporary (chart) publiceert Billboard ook een Adult Top 40. De nummers in deze hitlijst liggen tussen de genres adult contemporary en popmuziek in. Het zijn andere radiostations die de gegevens voor deze lijst leveren. Een nummer dat hoog scoort in de ene hitlijst hoeft helemaal niet te scoren in de andere.
In 1976 was Paloma Blanca van de George Baker Selection de enige Nederlandse nummer 1-hit in de Adult Contemporary lijst.